# Gigabajt
Gigabajt (skrót GB) lub gibibajt (skrót GiB) – jednostki używane w informatyce oznaczające odpowiednio miliard (1 000 000 000 = 109) bajtów i 230, czyli 1 073 741 824 = 10243 bajtów.
Stosowana m.in. do określania pojemności dużych pamięci masowych. Współczesne dyski twarde posiadają pojemność liczoną w setkach, a nawet tysiącach gigabajtów.
Zgodnie ze standardem IEC 60027-2 w systemie przedrostków dwójkowych (binarnych) obowiązują zależności:
```
1 GiB = 1024
 
MiB
 = 1024 · 1024
 
KiB
 = 1024 · 1024 · 1024
 
B
```

natomiast w systemie przedrostków dziesiętnych SI:
```
1 GB = 1000
 
MB
 = 1000 · 1000
 
kB
 = 1000 · 1000 · 1000
 
B
```

Jednak w informatyce przedrostek giga oznacza często liczbę 10243 = 1 073 741 824, która jest wynikiem działania 230 (w odróżnieniu do układu SI, gdzie: 109 = 1 000 000 000). Formalnie, aby zapewnić jednoznaczność, powinien być używany przedrostek gibi, który oznacza właśnie 1024 × 1024 × 1024, a jednostka nosi nazwę gibibajt i ma skrót GiB, co zostało zaproponowane przez IEC – w praktyce jednak utarła się nazwa standardu JEDEC. Ta niekonsekwencja jest często przyczyną nadużyć producentów nośników pamięci czy urządzeń, które je wykorzystują. Producent może przykładowo podać w specyfikacji, że urządzenie ma pojemność 1 GB, co można odczytać jako 1 073 741 824 bajty, w rzeczywistości zaś produkt ma tylko 1 000 000 000 bajtów, czyli o ok. 70 MiB mniej; mimo to zgodnie z wartością określoną przez przedrostek SI produkt ma właściwą pojemność.